# Crocell

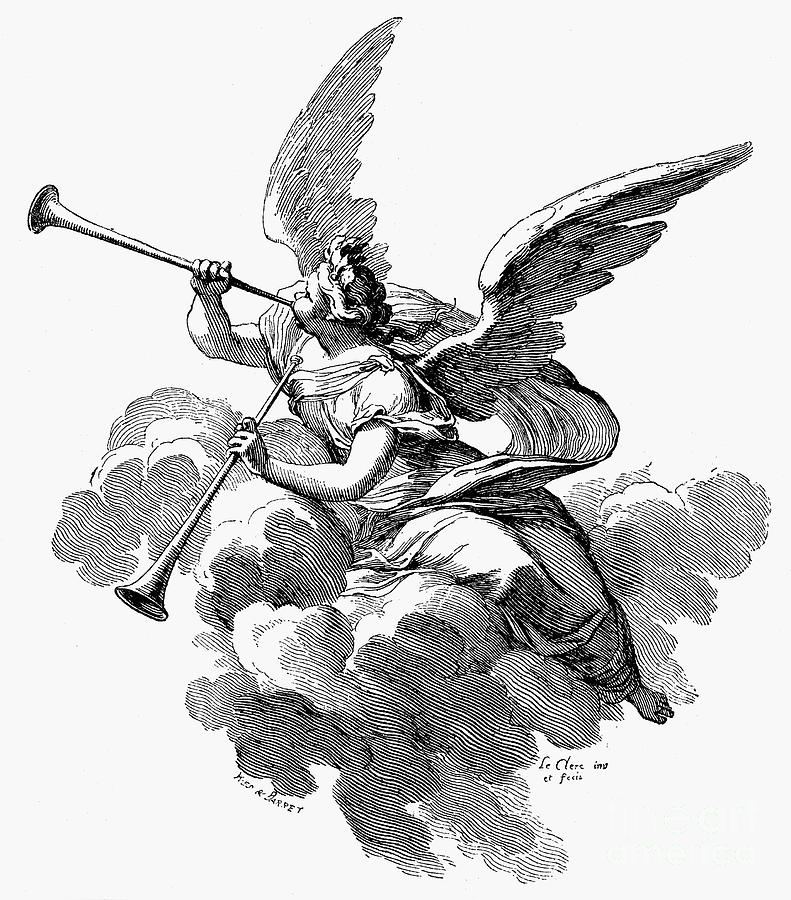
Gravura Medieval de Anjo soprando trombetas.

Na demonologia do livro A Chave Menor de Salomão, Crocell (também chamado Crokel ou Procell), é o quadragésimo nono Espírito de Goetia, se manifesta como um anjo com uma tendência a falar no escuro e com aspecto misterioso, ou como um corvo. Antigo membro dos Poderes, é agora, um Duque do Inferno, sobre o comando de 48 legiões de demônios. Quando evocado por um mágico, ele pode ensinar geometria e outras ciências liberais. Ele pode criar a ilusão do som das águas correndo, e revelar a localização das termas naturais, bem como massas de água quente.